# Jogos Asiáticos de 2018
Os Jogos Asiáticos de 2018 foram a décima oitava edição deste evento multi-desportivo, realizado quadrienalmente na Ásia. Duas cidades sediam este evento pela primeira vez na história, sendo elas Jacarta e Palembang (ambas na Indonésia), contando com subsedes nas províncias de Java Ocidental, Banten,além da cidade de Bandung. Esta é a segunda vez que este evento tanto se realiza no hemisfério sul, como também no país (a primeira ocorreu na edição de 1962, em sua capital).
A Indonésia foi aprovada pelo Quadro Executivo do Conselho Olímpico da Ásia em 19 de setembro de 2014, horas antes da cerimônia de abertura dos Jogos Asiáticos de 2014. Originalmente, esta edição dos Jogos estava marcada para 2019, mas ela acabou sendo antecipada em um ano, para evitar choque de datas com a eleição presidencial.
Originalmente, a sede desta edição dos Jogos Asiáticos era Hanói, capital do Vietnã. Devido a questões de ordem financeira, o país acabou declinando a organização do evento.

## Candidatura e desenvolvimento

### Escolha da sede
As cidades de Subaraya (Indonésia), Dubai (Emirados Árabes Unidos) e Hanói (Vietnã) tornaram-se finalistas para a escolha da sede dos Jogos de 2018. O emirado de Dubai acabou desistindo no último instante, alegando "falta de experiência". A votação final entre as duas concorrentes (ocorrida na cidade de Macau em 8 de novembro de 2012) terminou com a vitória de Hanói sobre Surabaya (por 29 a 14). A delegação da Indonésia, após esta derrota, acusou a China de estar fazendo lobby favorável à Hanói (especulando interesses dos chineses com o Vietnã). Além disto, o vice-presidente do Comitê Olímpico dos Emirados Árabes Unidos acabou desmentindo sobre a candidatura de seu país aos Jogos de 2018 (alegando estarem apenas considerando a candidatura).
A cidade de Hanói estimava gastar cerca de US$150 milhões durante a preparação para os Jogos, visando a reforma de várias instalações e a construção de algumas. A ideia estava em reutilizar vários locais que foram construídos para os Jogos do Sudeste Asiático de 2003.  A vila dos atletas estava prevista para ser erguida no bairro de Thượng Thanh, enquanto que os novos locais de competição estavam planejados para a província vizinha de Xuân Trạch.
As cidades de Hong Kong, Kuala Lumpur, Délhi e Taipei também consideraram uma candidatura para os Jogos Asiáticos de 2018. Entretanto, todas estas cidades renunciaram devido a vários fatores.

### Problemas e renúncia de Hanói aos Jogos
| Gastos das Sedes Anteriores em Bilhões de Doláres | Gastos das Sedes Anteriores em Bilhões de Doláres | Gastos das Sedes Anteriores em Bilhões de Doláres |
| ------------------------------------------------- | ------------------------------------------------- | ------------------------------------------------- |
| 2002                                              | Busan                                             | 2.9                                               |
| 2006                                              | Doha                                              | 2.8                                               |
| 2010                                              | Guangzhou                                         | 20                                                |
| 2014                                              | Incheon                                           | 1.6                                               |

Em março de 2014, os membros do parlamento vietnamita admitiram que um orçamento na casa dos US$150 milhões seria insuficiente para a realização do evento (referindo-se aos gastos das sedes anteriores), e alegaram que o governo teria de gastar mais de US$300 milhões para a realização deste evento. Além disso, admitiram que os muitas das infraestruturas construídas para os Jogos do Sudeste Asiático de 2003 se tornaram "elefantes brancos". O ex-presidente do Comitê Olímpico do Vietnã, Ha Quang Du, também falou que os Jogos não iriam aumentar o fluxo de turistas no país.
Em 11 de abril de 2014, o General Vuong Bich Thang (chefe do Departamento de Educação Física e Esportes do Governo do Vietnã), garantiu que 80% das instalações estariam prontas e que os US$ 150 milhões seriam um valor adequado para a realização dos Jogos em Hanói. Alegou que nenhuma vila seria construída e que os atletas ficariam alojados em hotéis, dormitórios e em prédios residenciais. O Banco Mundial confirmou, na mesma data, que não iria fazer nenhum empréstimo para o país organizar este evento.
À época presidente do Vietnã, Nguyen Tan Dung anunciou, em 17 de abril de 2014, que o seu país estava desistindo oficialmente de receber o evento. Ele citou que o Vietnã não estava suficientemente preparado, tal como a recessão econômica, forçando o cancelamento da construção de novas instalações. Na ocasião, diferentes institutos de pesquisa demonstraram que os vietnamitas estavam felizes com a renúncia quanto a receber os Jogos Asiáticos.
O Conselho Olímpico da Ásia entendeu a situação e não impôs nenhuma sanção econômica ao país, em razão de sua desistência.

### Busca por uma nova sede aos Jogos Asiáticos
Após a desistência, o OCA (em inglês: Olympic Council of Asia) divulgou que haviam países estavam interessados em sediar o evento, estando entre eles a Indonésia e a China.
A Indonésia era vista como a principal favorita para receber os Jogos, após Surabaya ter perdido o evento em 2012. As Filipinas apresentaram uma candidatura, após terem tentado receber os Jogos Olímpicos de Verão da Juventude de 2014. A Índia apareceu no grupo das favoritas, tendo a cidade de Délhi como potencial sede. No último dia do prazo para entrega formal da candidatura (em 7 de julho de 2014), foi anunciado que o comitê indiano não conseguiu marcar uma audiência com o primeiro ministro Narendra Modi, já que o prazo havia sido estendido pelo OCA, o que finalizou as chances da Índia em receber os Jogos.
Enquanto isso, Kaohsiung (na Taipei Chinesa) anunciou que em um mês iria avaliar uma possibilidade de candidatura. Outra cidade, Nova Taipei, estaria se candidatando para os Jogos de 2023. A Malásia anunciou que só se candidataria se os custos para este evento não fossem tão altos. O Tunku Muda Serting Imran sugeriu uma candidatura conjunta com Singapura, visando assim diminuir os custos. Mesmo assim, o Ministro dos Esportes malaio disse que não existiria nenhuma candidatura, já que o foco do país estava nos Jogos do Sudeste Asiático de 2017.
Vários países acabaram desistindo de receber os Jogos por falta de experiência em receber eventos deste porte, como Myanmar. A Tailândia, que tradicionalmente era vista como sede reserva dos Jogos Asiáticos, alegou que cinco anos era pouco tempo para se preparar ao evento. Os japoneses optaram por não se comprometerem, uma vez que iriam sediar a Copa do Mundo de Rugby de 2019 e os Jogos Olímpicos de Verão de 2020, em Tóquio. Enquanto Singapura tinha como foco os Jogos do Sudeste Asiático de 2015, a China estava envolvida na candidatura de Pequim para os Jogos Olímpicos de Inverno de 2022 (a candidatura se tornou a eventual vencedora do processo) e, em razão disto, não se manifestou quanto aos Jogos Asiáticos.

### Anúncio
Em 5 de maio de 2014, uma delegação do Conselho Olímpico da Ásia visitou  as cidades de Surabaya, Bandung e Palembang, além da capital Jacarta. Após isso, Surabaya retirou seu interesse no evento, já que iria sediar os Jogos Asiáticos da Juventude de 2021. Em 25 de julho de 2014, durante uma reunião na cidade de Kuwait, o Conselho Olímpico da Ásia anunciou que os Jogos Asiáticos estariam voltando a Indonésia, com o anúncio de Jacarta como a sede principal do evento, tendo a capital da província de Sumatra Meridional,Surabaya como sede de apoio, além de contar com diversas cidades da região metropolitana de Jacarta e províncias vizinhas servirão como sub-sedes.
A capital da Indonésia foi escolhida por possuir instalações desportivas bem equipadas, rede de transporte adequada e outros pontos de importância, tais como hotéis e alojamentos para hóspedes. Em 20 de setembro de 2014, o contrato da cidade sede foi assinado. No dia 4 de outubro de 2018, durante a cerimônia de encerramento dos Jogos Asiáticos de 2014, a Indonésia foi anunciada como a sede da próxima edição. Originalmente esta edição estaria marcada para 2019, mas para não coincidir com a realização das eleições gerais da Indonésia no mesmo ano, os Jogos Asiáticos foram antecipados para 2018.

## Organização dos Jogos

### Marketing
Anteriormente, o logo oficial do evento foi revelado em 9 de setembro de 2015 (o dia nacional dos esportes na Indonésia). Ele demonstrava uma versão estilizada de uma ave-do-paraíso, sendo esta uma rara espécie animal do país, reforçando as intenções indonésias em sediar o evento. Em janeiro de 2016, os organizadores anunciaram que o primeiro logotipo foi descartado após diversas criticas de autoridades e do público, sob a alegação de que a imagem era ultrapassada (com alguns indonésios nas redes sociais fazendo comparações maliciosas, de que a imagem era mais lembrava um frango do que uma ave-do-paraíso). O primeiro mascote (chamado Drawa) também foi sumariamente criticado por não ter nenhuma conexão com a história e a cultura do país.
Após essas críticas uma chamada pública foi realizada e sessenta propostas foram enviadas pelo público local. O novo design foi divulgado em 26 de julho de 2016. O desenho é chamado de Energia da Ásia, cujo emblema foi baseado no Estádio Gelora Bung Karno e a energia que irá sair dele durante o evento.
Três novos mascotes foram anunciados no mesmo dia em que o logotipo veio a público, sendo eles Bhin Bhin—a (uma ave-do-paraíso), Atung—a (um cervo-de-bawean) e Kaka—a (um rinoceronte-de-java). Eles representam as três regiões da Indonésia nas quais os eventos destes Jogos irão acontecer (Oriental, Central e Ocidental), além das três características do povo local (estratégia, velocidade e força).

### Locais de competição
Para estes Jogos Asiáticos, alguns locais de competição foram construídos, reformados ou preparados em quatro províncias da Indonésia (Jacarta, Sumatra Meridional, Banten e Java Ocidental). Eles estão agrupados em quatro clusters (três em Jacarta e um em Palembang). Além disso, vinte e seis locais de treinamento e competição estão localizados em sete cidades espalhadas pelas províncias de Banten e Java Ocidental, que fazem parte da região metropolitana de Jacarta. A organização estima o número de locais de competição em mais de oitenta. O Comitê Organizador apresentou o mesmo plano que foi utilizado para os Jogos do Sudeste Asiático de 2011, esperando ter assim uma redução nos custos de sua realização.
O complexo desportivo aonde se localiza o Estádio Gelora Bung Karno receberá treze esportes. Sua capacidade foi reduzida de 80 mil para 76 mil pessoas. Um novo velódromo foi construído na cidade, com o custo estimado de US$ 40 milhões. O primeiro hipódromo do país (com padrões internacionais) foi também erguido. A Cidade Esportiva de Jakabaring, em Palembang, sediará os outros esportes. A capacidade do Estádio Gelora Sriwijaya acabou sendo expandida, de 36 mil para 60 mil pessoas. O lago que faz parte do complexo foi aumentado artificialmente, para ter condições de sediar os eventos da canoagem e remo.

### Transporte
Como parte das preparações para os Jogos, a construção do Metrô de Jacarta foi acelerada. Palembang também irá construir uma linha de monotrilho com extensão de 25 km, que ligará o Aeroporto Internacional Sultão Mahmud Badaruddin II até o Jakabaring Sport City. Outras infraestruturas como viadutos, túneis e pontes também serão construídas.

### Custos
Visando a preparação para os Jogos, o governo do país investiu três trilhões de Rúpias Indonésias, juntamente com pequenos investimentos dos governos locais.

### Cerimônias
O OCA (Conselho Olímpico da Ásia) decidiu, em sua assembleia extraordinária, que as cerimônias de abertura e de encerramento serão realizadas em Jacarta. O então Ministro dos Esportes indonésio chegou a comentar que a cerimônia de encerramento seria realizada em Palembang, sendo que esta ideia foi posteriormente desmentida pelo Conselho Olímpico Asiático.

## Esportes
Em março de 2017, o Conselho Olímpico da Ásia anunciou que 484 eventos de 42 esportes seriam disputados nos Jogos Asiáticos de 2018, incluindo os 28 esportes olímpicos obrigatórios disputados nos Jogos Olímpicos de Verão de 2016. Neste total, seriam adicionados os cinco esportes opcionais que haviam sido incluídos no programa dos Jogos Olímpicos de Verão de 2020, além dos seis esportes regionais obrigatórios (boliche, críquete, kabaddi, sepaktakraw,squash e o wushu). Originalmente, os organizadores locais escolheram, como esportes opcionais para os Jogos de 2018, o bridge de contrato, os esportes extremos, as artes marciais e os esportes mecânicos.
Muitos destes esportes foram disputados pela primeira vez na história dos Jogos Asiáticos. A entrada deles no programa visou aumentar as possibilidades indonésias de medalhas. Em abril de 2017, o Conselho Olímpico da Ásia anunciou que as modalidades de críquete, skate, sambo e surfe seriam removidas do programa, por diversas razões que vão desde a parte estrutural à financeira do país. Haverá a redução no número de eventos para o ju jitsu, jet ski, escalada desportiva, paragliding, bridge e o wushu. O taekwondo terá a sua disputa somente nos eventos olímpicos.
O programa final foi anunciado em setembro de 2017, contemplando o número total de finais (465 em 40 disciplinas), sendo este o segundo maior da história dos Jogos Asiáticos. Enquanto que novos eventos foram adicionados (respeitando a sua adição no programa dos Jogos Olímpicos de Verão de 2020), a remoção de alguns foi revertida (sendo este os casos do sambô e do skate).Para comportar esse aumento substancial diversas provas dos esportes não-olímpicos foram retiradas do programa.
Pela primeira vez na história dos Jogos Asiáticos, um torneio de eSports foi disputado como evento de demonstração e seria disputado oficialmente pela primeira vez na história do  próxima edição em 2022, que será disputada em Hangzhou, na China (o esporte já foi disputado previamente em quatro edições dos  Jogos Asiáticos de Artes Marciais e Recinto Coberto),mas a sua inclusão foi cancelada depois uma conclusão do Conselho Olímpico da Ásia, de que o esporte precisava de um órgão diretivo e de regras unificadas para ser incluso no programa oficial. Alguns dias após o encerramento dos Jogos, durante uma reunião de seu quadro executivo, o Comitê Olímpico Internacional (COI) também afirmou que os títulos envolvendo violência ou formas violentas de tiro não se enquadram no programa olímpico.O Comitê Organizador também selecionou o polo canoa como esporte de demonstração.
Segue-se, abaixo, a lista de modalidades que foram disputadas nos Jogos Asiáticos de 2018.